# Juan Francisco Cruella
Juan Francisco Cruella – hiszpański malarz pochodzący z prowincji Castellón.
Przedstawiciel neoklasycyzmu, uprawiał malarstwo ścienne o tematyce religijnej, stosując techniki malarstwa temperowego. Zajmował się także rysunkiem, grawerstwem i malarstwem olejnym, na którym przedstawiał sceny z wojen karlistowskich.
Współpracował z malarzem Joaquinem Oliet Cruella przy ornamentacjach licznych kościołów w prowincji Castellón.